# Методическая печь
Методическая печь — разновидность металлургической проходной печи, основным предназначением которой является нагревание металлических заготовок перед ковкой, прокаткой или штамповкой.
Обычно перед подачей заготовок в методическую печь их укладывают поперёк движения. Для повышения коэффициента использования теплоты эти заготовки подаются навстречу потоку продуктов сгорания печного топлива, которое может быть как жидким, так и газообразным. Способ механизации подачи заготовок может быть конвейерным, толкательным, карусельным, кольцевым или другого типа.
При прохождении через печь заготовки последовательно проходят через три основные теплотехнические зоны. Первая — методическая или зона предварительного прогрева. Вторая — сварочная, или зона нагрева, которая, в свою очередь, может состоять из нескольких зон с независимым подводом топлива в каждую из них. Третья — томильная, или зона выравнивания температуры в заготовке (для малоразмерных заготовок она не обязательна) Температура в объёме печи может быть неоднородна в разных её точках, однако она поддерживается постоянной по времени. 
Как правило, методические печи классифицируются по конструктивным особенностям, по количеству зон отопления в сварочной зоне (их может быть от двух до пяти) и по другим признакам. Их также часто оснащают рекуператорами для подогрева воздуха и котлами-утилизаторами.